# Nicholas Kaldor
Nicholas Kaldor (Budapest, 12 de maig de 1908 - Cambridge, 30 de setembre de 1986) fou un economista hongarès naturalitzat britànic.

## Biografia
Nascut el 1908 amb el nom de Káldor Miklós a Budapest, aleshores part de l'Imperi Austrohongarès, va començar la seva formació. Posteriorment es va traslladar a Berlín i després a Londres on va assistir a la "London School of Economics". En acabar la Segona Guerra Mundial va ser cridat a col·laborar, com a membre executiu, en la Comissió Econòmica per a Europa creada per les Nacions Unides. El 1964 va participar com a assessor econòmic del gabinet de treball del Partit Laborista britànic durant el govern de Harold Wilson, una posició que va continuar tenint fins al 1970. El 1966, va obtenir la càtedra de economia a la Cambridge University. El 1974 va ser nomenat "for life peer" amb el rang de baró i, com a tal, es va convertir en membre per dret de la House of Lords. Va morir el 1986 a Papworth Everard, a Cambridge.

## Pensament econòmic
Entre els principals exponents de la investigació Post-Keynesiana en el camp dels estudis econòmics, Kaldor va fer importants aportacions que ajuden a comprendre els mecanismes inherents a la generació del capital i als mètodes de la seva distribució, explicant les bases del funcionament del sistema econòmic contemporani, del negoci i del cicle empresarial així com del seu desenvolupament. Apar d'així i conjuntament amb el Premi Nobel d'Economia John Richard Hicks, va desenvolupar l'anomenat criteri d'eficiència de Kaldor-Hicks.

## Principals teories
- Lleis del creixement de Kaldor
- Fets de Kaldor
- criteri d'eficiència de Kaldor-Hicks.

## Obra
- The Case Against Technical Progress, 1932.
- The Determinateness of Static Equilibrium, 1934.
- The Equilibrium of the Firm, 1934.
- Market Imperfection and Excess Capacity, 1935.
- Pigou on Money Wages in Relation to Unemployment, 1937.
- Welfare propositions of economics and interpersonal comparisons of utility, 1939.
- Speculation and Economic Stability, 1939.
- Capital Intensity and the Trade Cycle, 1939.
- A Model of the Trade Cycle, 1940.
- Professor Hayek and the Concertina Effect, 1942.
- The Relation of Economic Growth and Cyclical Fluctuations, 1954.
- An Expenditure Tax, 1955.
- Alternative Theories of Distribution, 1956.
- A Model of Economic Growth, 1957.
- Monetary Policy, Economic Stability, and Growth, 1958.
- Economic Growth and the Problem of Inflation, 1959.
- A Rejoinder to Mr. Atsumi and Professor Tobin, 1960.
- Keynes's Theory of the Own-Rates of Interest, 1960.
- Essays on Value and Distribution, 1960.
- Essays on Economic Stability and Growth, 1960.
- Capital Accumulation and Economic Growth, 1961.
- A New Model of Economic Growth, con James A. Mirrlees, 1962.
- The Case for a Commodity Reserve Currency, con A.G. Hart e J. Tinbergen, 1964.
- Essays on Economic Policy, 1964, in due volumi.
- Causes of the Slow Rate of Economic Growth in the UK, 1966.
- The Case for Regional Policies, 1970.
- The New Monetarism, 1970.
- Conflicts in National Economic Objectives, 1970.
- The Irrelevance of Equilibrium Economics, 1972.
- What is Wrong with Economic Theory, 1975.
- Inflation and Recession in the World Economy, 1976.
- Equilibrium Theory and Growth Theory, 1977.
- Capitalism and Industrial Development, 1977.
- Further Essays on Economic Theory, 1978.
- Fallacies on Monetarism, 1981.
- The Scourge of Monetarism, 1982.
- The Role of Commodity Prices in Economic Recovery, 1983.
- Keynesian Economics After Fifty Years, 1983.
- Economics Without Equilibrium, 1985.